# Convoi HXF 8
Le convoi HXF 8 est un convoi rapide passant dans l'Atlantique nord, pendant la Seconde Guerre mondiale. Il part de Halifax au Canada le 8 novembre 1939 pour différents ports du Royaume-Uni et de la France. Il arrive le 21 novembre 1939.

## Composition du convoi

### Navires[2]
- Royaume-Uni : Devon City, Clea, Arthur F. Corwin, Tornus, Torinia, Davila, Cymbula, Inanda, Hopepeak, Beaverford
- France : Maurienne, Fort Royal

### Escorte[3]
- le Croiseur auxiliaire britannique : RMS Ascania

## Voyage
Parti le 8 novembre, le convoi navigue à une vitesse moyenne de 11 nœuds pour arriver le 21 novembre à Douvres.